# Aljamiado

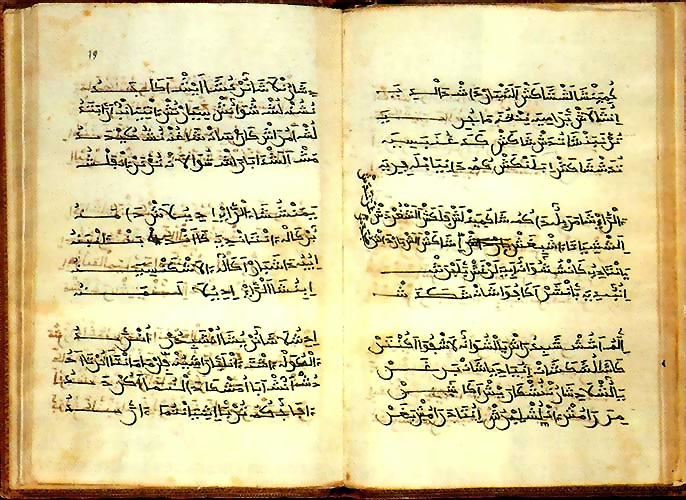
„Poema de José“ („Gedicht auf Joseph“), auch „Poema de Yúsuf“ und „El Alhadits de Júsuf“ genannt.
Auszug aus Handschrift « B », BNE, Kodex Res. 247, olim Gg. 101.
Ein Aljamiado-Text, datiert zwischen dem 14. und 16. Jahrhundert.

Im engeren Sinne versteht man in der Hispanistik unter „Aljamiado-Literatur“ Texte der Mudéjares, das heißt der Muslime, die im Verlauf der Reconquista unter die Herrschaft der christlichen Königreiche in Spanien gekommen waren, und Texte der Morisken, das heißt der zum Christentum zwangskonvertierten Mauren, die nach dem Abschluss der Reconquista von 1502 bis circa 1610 in Spanien lebten. Ihre Literaturerzeugnisse sind sprachlich-inhaltlich spanisch, jedoch schriftmäßig arabisch, also romanischen Spaniern fremd. Und umgekehrt: der Schrift nach sind sie arabisch, sprachlich-inhaltlich aber Arabern fremd.
In Analogie zu der islamischen Aljamiadoliteratur wird in der Romanistik der aus dem Hispanoarabischen stammende Begriff Aljamiado auch auf solche romanische Texte angewendet, die im hebräischen Alphabet geschrieben sind. Denn die in al-Andalus lebenden Juden benutzten das hebräische Alphabet nicht nur, wenn sie Texte in hebräischer Sprache verfassten, sondern auch dann, wenn sie judenspanische, judäo-katalanische, judäo-portugiesische oder judäo-arabische Texte schriftlich fixierten.
Im weitesten Sinne sprechen Philologen – ganz allgemein – von „Aljamiado-Schreibweise“, wenn eine sprachliche Botschaft in einem Schriftsystem dargestellt ist, das dieser Sprache fremd ist.
Die al-andalusische Aljamiado-Literatur ist für die Romanistik von außerordentlicher Bedeutung, weil in dieser verfremdeten Schreibweise, also in arabischen und hebräischen Zeichen, die ältesten vollständigen Texte iberoromanischer Sprachformen überliefert sind: die mozarabischen Chardschas (spanisch jarchas). Diese altspanischen Chardschas, Schlussverse arabischer und hebräischer Muwaschschahas, liefern die frühesten Zeugnisse von Lyrik in romanischer Sprache überhaupt.

## Semantik und Etymologie
„aljamiado“ ist ein spanisches Adjektiv:

«aljamiado, -a, adj. Se aplica al texto romance escrito en caracteres arábigos.»

„Mit dem Adjektiv ‚aljamiado, -a‘ bezeichnet man einen romanischen Text, der in arabischen Zeichen geschrieben ist.“

Das arabische Etymon „adschamiya / عجمية / ʿaǧamīya“ des spanischen Adjektivs „aljamiado“ bedeutet Fremdsprache im Sinne von „nicht-arabischer Sprache“. Texte in Aljamiado-Schreibweise (spanisch „textos en escritura aljamiada“) sind Sprachdenkmäler, die in arabischer Schrift – doch nicht in arabischer Sprache – verfasst sind.
„aljamía“ ist ein spanisches Substantiv:

«aljamía (del ár. and. al‘agamíyya) 1 f. Para los musulmanes que vivían en España: lengua romance y, en general, lengua extranjera. 2 Escrito en lengua romance con caracteres arábigos.»

„(vom andulsisch-arabischen ‚al‘agamíyya‘ [‚Nicht-Arabisch‘] abgeleitet). 1 f. Die Moslems, die in Spanien lebten, bezeichneten mit ‚aljamía‘ die romanische Sprache, und ganz allgemein, jede Fremdsprache. 2 Schriftstück in romanischer Sprache, das in arabischen Buchstaben abgefasst ist [also: ‚Aljamiado-Text‘]“

Die Fachbegriffe „Aljamiado“ und „Aljamía“ werden synonym verwendet. Man spricht gleichermaßen von Aljamiado-Literatur wie von Aljamía-Literatur.

## Aljamiadotexte als Gegenstand interdisziplinärer Forschung
Auf der Iberischen Halbinsel koexistierten im Mittelalter drei Kulturen mit jeweils monotheistischer Religion und jeweils eigenem Alphabet: romanische Christen, arabisch-berberische Muslime (Mauren) und Juden. Über mehr als acht Jahrhunderte hinweg – von der islamischen Eroberung der Iberischen Halbinsel (ab 711 Tariq) bis zur Flucht und Vertreibung der Muslime, sephardischen Juden (ab 1492 Alhambra-Edikt) und Morisken (ab 1609 Philipp III.) – waren im maurischen al-Ándalus drei verschiedene Schriftsysteme kulturspezifisch in Gebrauch: das lateinische, das arabische und das hebräische Alphabet. Die islamischen Mauren benutzten in der Regel die arabischen Schriftzeichen auch dann, wenn sie in einer der romanischen Volkssprachen schrieben. Desgleichen verwendeten die Juden das hebräische Alphabet nicht nur, wenn sie Texte in hebräischer Sprache verfassten, sondern auch dann, wenn sie judenspanische, judäo-katalanische, judäo-portugiesische oder judäo-arabische Texte schriftlich fixierten. Deshalb wird in der Romanistik der aus dem Hispanoarabischen stammende Begriff Aljamiado in Analogie zu der maurischen Aljamiadoliteratur auch auf solche romanische Texte angewendet, die in hebräischen Lettern geschrieben sind.
Ein besonderes Problem ergibt sich bei der Entzifferung von Aljamiadotexten, d. h. bei der Retranskription ins lateinische Alphabet. In der Aljamiado-Schreibweise fehlt nämlich die Vokalisierung, die Darstellung der Vokale; denn sowohl das arabische als auch das hebräische Schriftsystem sind Konsonantenschriften. In Konsonantenschriften kann man Vokale zwar durch diakritische Sonderzeichen punktiert darstellen, jedoch fehlen in älteren Texten solche Vokalzeichen meist vollständig, so dass man die romanisch-lateinischen Vokale bei der Lektüre erraten und selbst einsetzen muss. Deshalb erfordert das Studium der Aljamiado-Manuskripte eine interdisziplinäre Zusammenarbeit von Arabisten, Hebraisten und Romanisten. Zur kritischen und exakten Edition der Manuskripte sind Fachkenntnisse in arabischer und hebräischer Paläographie unabdingbar.

### Aljamiado-Verse: romanische Chardschas in arabischen und hebräischen Muwaschschahs
Die ältesten Aljamiadotexte, romanische Chardschas in hebräischen und arabischen Muwaschschahas, welche Lyrik in altspanischer Sprache aus dem 11. Jahrhundert in hebräischen und arabischen Schriftzeichen wiedergeben, wurden erst sehr spät wiederentdeckt. 1948 erlebte die romanische Philologie diese Sternstunde. Der junge Hebraist Samuel Miklos Stern entdeckte, entzifferte und veröffentlichte in einem Artikel in französischer Sprache zwanzig in hebräischer Aljamiado-Schreibweise verfasste altspanische (mozarabische) Chardschas, auf die er beim Studium hebräischer Muwaschschah-Handschriften aufmerksam geworden war. Der Romanist und Almajiado-Forscher Reinhold Kontzi schildert dies in einem Aufsatz wie folgt:

„Der Ruhm dieses literarischen Genus [Muwaššaḥ] drang bis in den arabischen Osten. Dort wurden die Muwassahas aus Al-Andalus von Muslimen und Juden abgeschrieben. Sie gelangten schließlich in Bibliotheken, Archive und Synagogen. In diesen gibt es einen Ort – die Genisa –, wo alte Dokumente, unbrauchbare Geräte und jede Art von überflüssigen Schriften ‚vergraben‘ wurden, weil sie für zu heilig gehalten wurden, um vernichtet zu werden. Manche dieser Räume wurden im Laufe der Zeit vermauert. Als die Genisa von Kairo im Jahre 1763 freigelegt wurde, stieß man auf ca. 100 000 Handschriften. Unter diesem Material fand Samuel Miklos Stern, ein junger israelischer Gelehrter, zwanzig hebräische Muwassahas mit romanischen Hargas, die er 1948 in Al-Andalus, der Zeitschrift der spanischen Arabisten, [in französischer Sprache] veröffentlichte.“

Samuel M. Stern interessierte sich für die in al-Andalus erfundene arabische Strophengedicht-Gattung, das Muwaššaḥ. So fand er im Vorwort der Muwaschschah-Anthologie des mittelalterlichen ägyptischen Poeten Ibn Sana al-Mulk (1155–1211), Dar at-tiraz, eine Poetik des Muwaschschah. Ibn Sana al-Mulk stellt darin die Theorie auf, dass die Gattung des Muwaschschah im maurischen al-Ándalus erfunden worden sei. Zudem sei die Strophenform von volkstümlichen romanischen Liedern übernommen worden. Um ihren Gedichten ein feuriges Lokalkolorit zu verleihen, hätten die arabische Poeten aus al-Ándalus die Schlussverse der jeweils letzten Strophe, die Harga, in andalusisch-arabischem und sogar in romanischem Dialekt verfasst (Aljamiado-Schreibweise), wohl inspiriert durch die Volkslieder mozarabischer Christinnen.
Als S. M. Stern nun bei der Lektüre mittelalterlicher hebräischer Muwaššaḥs auf rätselhafte Hargas stieß, deren konsonantische Reihenfolge im Hebräischen keinerlei Sinn ergab, erinnerte er sich an Ibn Sana al-Mulks Anthologie Dar at-tiraz, in der von Chardschas in nicht-arabischer Sprache die Rede war, und es kam ihm der Gedanke, dass es sich hierbei um solche altspanische Jarchas handeln könnte.
Am Beispiel der von ihm veröffentlichten Harga Nr. 16 lässt sich die Entzifferung mitverfolgen. Die Transliteration aus der hebräischen Konsonantenschrift ins lateinische Alphabet ergibt eine unverständliche, rätselhafte Konsonantenfolge. Es handelt sich weder um hebräischen noch um arabischen Dialekt, in dem die bis dahin bekannten Chardaschs gedichtet sind:
ky fr'yw 'w ky šyr'd dmyby

hbyby

nwn tytwlgš dmyby
Samuel M. Stern versuchte, die Konsonantensequenz zu vokalisieren und dabei kamen altspanische Wörter zum Vorschein. In Erinnerung an Ibn Sana al-Mulks These von romanischen Liedern in orientalischen Jarchas führte er die Transkription fort, und es gelang ihm, die altspanischen Texte zu rekonstruieren:
Qué faré yo o qué serad de mibi

habibi

non te tolgas de mibi.
Übersetzt ins heutige Spanisch:
¿Qué haré yo o qué será de mí?

Mi amado,

¡no te apartes de mí!
auf Deutsch:
Was werde ich tun oder was wird aus mir werden?

Geliebter,

geh' nicht von mir!
Auf die Entdeckung von romanischer Aljamiado-Lyrik in hebräischen Muwaschschah-Handschriften folgten alsbald Funde romanischer Hargas in arabischen Muwaschschah-Manuskripten. So veröffentlichte der spanische Arabist Emilio García Gómez im Jahre 1952 24 romanische Chardschas, die er, angeregt durch S. M. Sterns Veröffentlichungen, in arabischen Muwaschschahas entdeckt hatte.
1988 veröffentlichte Alan Jones eine textkritische und paläographisch exakte Ausgabe von über 42 bisher in arabischen Muwaschschahas entdeckten romanischen Hargas. So wurden diese Aljamiadotexte vierzig Jahre nach ihrer Entdeckung erstmals – durch Faksimiles der Originalmanuskripte in arabischer Schrift – der Öffentlichkeit zugänglich gemacht. Buchstabe für Buchstabe werden mögliche Lesarten, Konjekturen und Emendationen einer jeden Harga erörtert.
Diese romanischen Hargas erinnern motivlich an die volkstümlichen alt-galicisch-portugiesischen cantigas de amigo, in denen verliebte Mädchen die Sehnsucht nach ihrem Geliebten besingen. Bis zur Entdeckung dieser iberoromanischen Jarchas aus dem al-Ándalus des 11. Jahrhunderts galt die altokzitanische höfisch-raffinierte Trobadordichtung Südfrankreichs (12. Jhd.) als das älteste Zeugnis von Lyrik in romanischer Sprache.
Literaturgeschichtlich stellt sich somit erneut die Frage nach dem Ursprung der alt-okzitanischen Trobadordichtung und der romanischen Lyrik überhaupt.
Diese Aljamiadotexte sind jedoch nicht nur literaturgeschichtlich, sondern auch sprachgeschichtlich für Romanisten von größter Bedeutung. Die mozarabischen Hargas sind die ältesten vollständig überlieferten Texte iberoromanischer Sprachformen und liefern somit das wichtigste Textcorpus des historischen Mozarabisch von al-Ándalus.

### Aljamiado-Handschriften der Mudéjares und der Morisken
Ist das Textcorpus von gesicherten mozarabischen Aljamiado-Versen, den Hargas, relativ dünn, umso reichhaltiger ist das Corpus von Aljamiadoliteratur aus späterer Zeit, ab Beginn der Reconquista. Die Muslime in den nach und nach von spanischen Christen zurückeroberten Gebieten, vor allem in Aragón, durften unter Auflagen ihre islamische Religion ausüben und wurden Mudéjares, die Geduldeten, genannt. Sie benutzten weiterhin das arabische Zeichensystem, auch wenn sie romanische Texte verfassten. Die bedeutendste erhaltene Aljamiado-Schrift aus der Mudéjar-Epoche ist das Poema de Yúçuf (14. Jhd.) in alt-aragonesischem Dialekt (siehe das oben rechts kommentierte Faksimile).
Nach Beendigung der Reconquista (1492) durften Muslime nur noch dann in Spanien bleiben, wenn sie sich zum Christentum bekehrten. Aus geduldeten Mudéjares wurden nun zwangskonvertierte Morisken. Bald folgten Verbote, arabisch in der Öffentlichkeit zu sprechen (in Granada 1526, in Aragón 1566). Die Morisken behielten das arabische Alphabet bei, auch wenn sie keine Texte mehr in arabischer Sprache verfassten. Das Corpus der Aljamiadoliteratur aus moriskischer Epoche ist das umfangreichste. Die meisten Funde stammen aus Aragón, wo sie zumeist beim Abriss alter Häuser zufällig gemacht wurden. So fand man z. B. 1884 in Almonacid de la Sierra die Überbleibsel des Magazins eines moriskischen Buchhändlers mit zahlreichen Aljamiado-Handschriften, darunter Kryptoliteratur, d. h. geheim gehaltene Untergrundliteratur, Übersetzungen offiziell verbotener Schriften islamisch-religiösen Inhalts. Gut erhalten sind die Aljamiado-Handschriften des Mancebo de Arévalo, eines Morisken, der um 1502 nach Aragón kam. Er ist Autor spirituell-islamischer Werke wie Breve compendio de santa ley y suna, Tafçira, Sumario de la relación y ejercício espiritual und eines erst kürzlich von Luis F. Bernabé de Pons wiederentdeckten calendario musulmán, eines islamischen Mond-Kalenders.
Der überwiegende Teil der moriskischen Aljamiadotexte ist Übersetzungsliteratur. Der Romanist und Arabist Álvaro Galmés de Fuentes organisierte 1972 in Oviedo ein internationales Kolloquium über moriskische Aljamiadoliteratur. In der Veröffentlichung der Materialien klassifizierte er das moriskische Aljamiado-Schrifftum wie folgt:
- Islamisch-religiöse Kryptoliteratur (offizielle verbotene Texte, antichristliche und antijüdische Schriften)
  - El Evangelio de Bernabé[15]
  - Los siete alhaicales. Plegarias moriscas (Moriskische Fürbitten)[16]
- Biblische Legenden aus koranischer Sicht
  - Poema de José auch L'Alhadiç de Yúçuf genannt.
  - L'Alhadiç de Ibrahim (Historia del sacrificio de Ismael)
- Narrative Prosa (La leyenda de la doncella Carcayona; Recontamiento del rey Alisandra; Libro de las batallas)
- Eschatologische Texte (Estoria del día del juicio; Ascención de Mahoma al los cielos)
- Asketische und mystische Literatur (Werke des Mancebo de Arévalo, oben bereits zitiert)
- Abhandlungen über Volksglauben und Aberglauben (Libro de dichos maravillosos)
- Didaktische Prosa (Los castigos de 'Ali)
- Lyrische Texte (Almadha de alabança al annabí Mahomad)
- Reiseliteratur (Itinerario de España a Turquía)
- Juristische Texte (Leyes de moros)

### Aljamiadotexte jüdischer Schreiber
So wie das Jiddische wird auch das Juden-Spanische in der Regel im hebräischen Alphabet geschrieben. Die Sephardim führen diese judenspanische Aljamiado-Tradition bis heute fort.

## Aljamiado-Schrifttum außerhalb der Romania

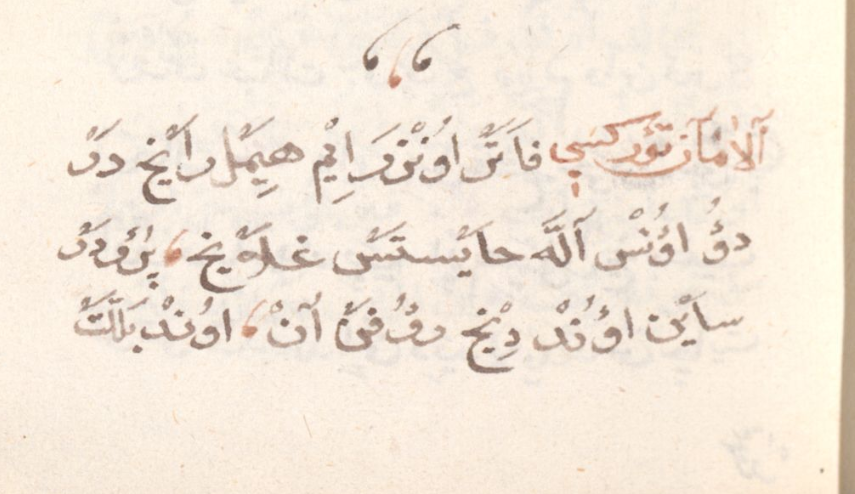
Anfang eines deutschen Kirchenliedes (Vater unser im Himmelreich) in einer osmanischen Handschrift des späten 16. Jahrhunderts

Es gibt in arabischem Alphabet geschriebene Aljamiadotexte auch außerhalb der Romania wie z. B. im Serbokroatischen, im Albanischen (Kalesi 1966/67), Griechischen (Theodorisis 1974), Belarussischen, Lateinischen (Hegyi 1979), Ungarischen und im Deutschen. Aljamiadoliteratur findet man ebenfalls außerhalb Europas, so z. B. in Afrika und Asien:

„Einen höchst interessanten Fall dieser Erscheinungen stellt die von Kähler (1971) erforschte Literatur der Kapmalaien, Afrikaans in arabischer Schrift, dar. Viele analoge Fälle dieser Art findet man auch in Afrika und Asien, darunter chinesische Texte in arabischer Schrift (Bausani 1968, Forke 1907). Das gemeinsame Merkmal dieser Literaturen ist, dass es sich um Sprachen handelt, für die das Arabische nicht das Standardalphabet ist. Außer dem Gebrauch des arabischen Alphabets weichen solche Schriften auch in anderen Merkmalen von den jeweiligen Standardsprachen ab. Wortentlehnungen aus dem Arabischen spielen hier eine große Rolle.“

### Bibliografien
- Digitale Bibliografie der Aljamiado-Literatur. Universität Oviedo
- Luis F. Bernabé Pons: Bibliografía de la literatura aljamiado-morisca. Universidad de Alicante, Alicante 1992, ISBN 84-7908-071-X.
- Álvaro Galmés de Fuentes: Los manuscritos aljamiado-mosriscos de la Biblioteca de la Real Academia de la Historia. Legado Pascual de Gayangos. Madrid 1998, ISBN 84-89512-07-8 (Vorschau in der Google-Buchsuche).
- Alois Richard Nykl: Aljamiado literature. El Rrekontamiento del Rrey Alisandere. History and classification of the Aljamiado literature. In: Revue Hispanique. Vol. 77, n° 172, 1929, New York 1929, ISSN 2116-3332, ZDB-ID 209805-2, S. 409–611.
  - Wiederabdruck in: Ders.: A Compendium of Aljamiado Literature. Neuauflage. Protat, New York/Paris 1929, OCLC 10491491 (eingeschränkte Vorschau in der Google-Buchsuche).
- Eduardo Saavedra: Discursos Leídos ante La Real Academia Española En La Recepción publica Del 29 De Diciembre 1878. Apéndice I – Índice General de la Literatura Aljamiada. In: Memorias de la Real Academia Española. Band VI. Manuel Tello, Madrid 1889, S. 162, 299 (Scan – Internet Archive).
- Juan Carlos Villaverde Amieva: Los manuscritos aljamiado-moriscos: hallazgos, colecciones, inventarios y otras noticias. In: Alfredo Mateos Paramio, Juan Carlos Villaverde Amieva (Hrsg.): Memoria de los moriscos. Escritos y relatos de una diáspora cultural. Biblioteca Nacional de España, del 17 de junio al 26 de septiembre de 2010. Sociedad Estatal de Conmemoraciones Culturales, 2010, S. 91–128 (bne.es [PDF; 197 kB]).

### Zum Thema „Chardschas“
- Emilio García Gómez: Las jarchas de la serie árabe en su marco. Edición en caracteres latinos, versión española en calco rítmico y estudio de 43 moaxajas andaluzas. Sociedad de Estudios y Publicaciones, Madrid 1965, OCLC 495380412 (Scan der 2. Auflage, 1975 – Internet Archive).
- Alan Jones: Romance Kharjas in Andalusian Arabic Muwaššaḥ Poetry. A Palaeographical Analysis (= Oxford Oriental Institute Monographs. Band 9). Ithaca Press, London 1988, ISBN 0-86372-085-4 eingeschränkte Vorschau in der Google-Buchsuche).
- Reinhold Kontzi: Zwei romanische Lieder aus dem islamischen Spanien. (Zwei mozarabische Harǧas). In: Francisco J. Oroz Arizcuren (Hrsg.): Romania cantat. Gerhard Rohlfs zum 85. Geburtstag gewidmet. Band 2: Interpretationen. Narr, Tübingen 1980, ISBN 3-87808-509-5, S. 305–318 (Vorschau in der Google-Buchsuche).
- Samuel Miklos Stern: Les vers finaux en espagnol dans les muwassahs hispano-hébraïques. Une contribution à l'histoire du muwassah et à l'étude du vieux dialecte espagnol „mozarabe“. In: al-Andalus. Revista de las escuelas de estudios árabes de Madrid y Granada. Band 12, 1948, ISSN 0304-4335, S. 299–346.

### Moriskische Aljamiadoliteratur
- Luis F. Bernabé Pons: El Evangelio de San Bernabé. Un evangelio islámico español. Dissertation. Universidad de Alicante, Alicante 1995, ISBN 84-7908-223-2 (eingeschränkte Vorschau in der Google-Buchsuche).
- Luis Fernando Bernabé Pons: El texto morisco del Evangelio de San Bernabé (= Monográfica biblioteca de humanidades. Chronica nova de estudios históricos. Band 57). Universidad de Granada, Granada 1998, ISBN 84-338-2418-X.
- Xavier Casassas Canals: La literatura aljamiado-morisca en el marco de la literatura islámica española: siglos XIII-XVII. (Una variedad del castellano vinculada al hiero-Sprachbund islámico). In: Los moriscos y su legado. Desde ésta y otras laderas. Instituto de Estudios Hispano-Lusos, Rabat 2010, ISBN 978-9954-30-158-6, S. 368–396 (casassas.net [PDF; 265 kB]).
- Xavier Casassas Canals: Los siete alhaicales y otras plegarias aljamiadas de mudéjares y moriscos. 1. ed. in Almuzara. Almuzara Estudios S A, Cordoba 2007, ISBN 978-84-96710-83-2 (Volltext – academia.edu, mit Anmeldung; eingeschränkte Vorschau in der Google-Buchsuche).
- Ottmar Hegyi: Sprache im Grenzgebiet zwischen Islam und Christentum: Die Aljamiadoliteratur. In: Jens Lüdtke (Hrsg.): Romania Arabica. Festschrift für Reinhold Kontzi zum 70. Geburtstag. Narr, Tübingen 1996, ISBN 3-8233-5173-7, S. 325–334 (eingeschränkte Vorschau in der Google-Buchsuche).
- Ursula Klenk: La Leyenda de Jūsuf. Ein Aljamiadotext. Edition und Glossar (= Beihefte zur Zeitschrift für romanische Philologie. 134). Max Niemeyer Verlag, Tübingen 1972, ISBN 3-484-52039-6 (eingeschränkte Vorschau in der Google-Buchsuche. Ein Prosatext – Basis der Edition ist die Handschrift BNE MSS/5292).
- Reinhold Kontzi: Aljamiadotexte. 2 Bände. Band 1: Ausgabe mit einer Einleitung und Glossar. Steiner, Wiesbaden 1974, ISBN 3-515-01781-X (eingeschränkte Vorschau in der Google-Buchsuche); Band 2: Texte. 1974, ISBN 3-515-01781-8 (eingeschränkte Vorschau in der Google-Buchsuche).

### Aljamiadotexte außerhalb der Romania
- Reinhold Kontzi: Vergleich zwischen Aljamía und Maltesisch. In: Adolfo Murguía (Hrsg.): Sprache und Welt. Festgabe für Eugenio Coseriu zum 80.Geburtstag. Narr, Tübingen 2002, ISBN 3-8233-5882-0, S. 125–140 (eingeschränkte Vorschau in der Google-Buchsuche).
- Werner Lehfeldt: Das serbokroatische Aljamiado-Schrifttum der bosnisch-hercegovinischen Muslime. Transkriptionsprobleme. Trofenik, München 1969, OCLC 479786800 (eingeschränkte Vorschau in der Google-Buchsuche).
- Maksida Pjanić: Die Arabismen in der Aljamiado Literatur Bosniens. Wien 2009, doi:10.25365/thesis.8081 (Wien, Universität, Diplom-Arbeit, 2010).